# 斯坦利·马修斯
斯坦利·马修斯，CBE（英語：Stanley Matthews；1915年2月1日—2000年2月23日），英国足球运动员，擔任外側前鋒。他被認為是英國足球史上最偉大的球員之一，也是歷史上最偉大的球員之一。他是唯一一位退役之前即授爵位的球員，以及成為金球獎及英格蘭足球先生的首屆得獎者。马修斯的暱稱包括「盤球巫師」和「魔術師」。
馬菲士在球員時間保持足夠的體質，直到50歲仍能在高水平比賽中參賽。他是英格蘭足球頂級聯賽歷史上最年長的球員（50歲零5天），也是代表國家的最年長球員（42歲零104天）。他於2002年首批入選英格蘭足球名人堂，以表彰他對英國足球的貢獻。
馬修斯在斯托克城效力了19年，從1932年到1947年以及1961年到1965年。他幫助斯托克城贏得了英格蘭乙組聯賽的冠軍（1932–33年和1962–63年）。在兩次效力斯托克城之間，他在斯托克城效力了14年，並在1948年和1951年的英格蘭足總杯決賽中屢次落敗，最終在1953年的「馬修斯決賽」中幫助布萊克浦奪冠。1956年，他被評為首位金球獎得主，該獎項每年頒發給最佳歐洲足球運動員。從1934年到1957年，他為英格蘭國家足球隊上陣54場，參加1950年和1954年的國際足聯世界杯，並贏得了九個英國本土錦標賽的冠軍。
在1965年至1968年擔任维尔港總經理的任期不成功後，他開始環遊世界，指導熱愛足球的業餘球員。他的經歷包括在南非的執教，儘管當時的種族隔離法律非常嚴苛，他在1975年於索韋托成立了一支全黑隊伍，名為「Stan's Men」。

## 生平
斯坦利·馬修斯於1915年2月1日出生在特倫特河畔斯托克的漢利（Hanley）。他是傑克·馬修斯（Jack Matthews）所生的四個兒子中的第三個，傑克是一位當地的拳擊手，綽號「漢利的打鬥理髮師」。1921年夏天，傑克帶著六歲的斯坦利去當地俱樂部斯托克城的主場—維多利亞球場，參加一場為14歲以下男孩舉辦的開放賽，根據年齡進行錯開起跑。他的父親為他贏得比賽下注，而他果然獲勝。
馬修斯就讀於漢利的威靈頓路學校，並後來形容自己在很多方面都是一名模範學生。他還提到，孩子們踢球的遊戲幫助他提高了運球技術，並為孩子們的未來生活提供了「焦點、目的、紀律，以及在很多方面的逃避」。在家裡，他也花了「無數小時」在後院的廚房椅子周圍練習運球。
儘管他最終與斯托克城密不可分，但馬修斯在成長過程中卻支持該俱樂部的波特里德比對手維爾港。他的父親希望他能跟隨自己的腳步成為拳擊手，但斯坦利在13歲時決定要成為一名足球運動員。在一次激烈的訓練後，馬修斯感到噁心，他的母親伊麗莎白堅持讓傑克明白，馬修斯還有一年學校的學業，應該追隨自己的足球夢想。隨後他的父親同意，如果他被選入英格蘭學校足球協會（English Schools' Football Association）的隊伍，就可以繼續他的足球生涯；在這段時間他的學校足球教練選擇馬修斯擔任外側前鋒，而不是他當時偏好的中後衛位置。馬修斯於1929年代表英格蘭學校隊對抗威爾士，當時在伯恩茅斯的迪恩球場前觀眾約有20,000人。

## 職業生涯

### 斯托克城時期（1932-47）

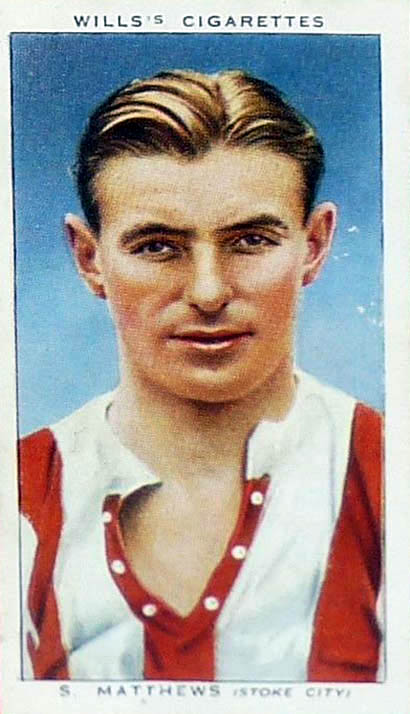
馬修斯於1939年的足球卡

在馬修斯為英格蘭學校足球協會出場後，狼隊、伯明翰城、阿斯頓維拉和西布朗等俱樂部都傳出對他感興趣的消息。斯托克城領隊湯姆·馬瑟（Tom Mather）說服馬修斯父親，讓斯坦利在他15歲生日那天以每週1英鎊的薪水加入俱樂部的工作人員，擔任辦公室助理。
馬修斯在1930–31賽季為斯托克城的預備隊效力，首次出場對陣伯恩利。比賽結束後他的父親給出了他一貫的現實評價：「我見過你打得更好，也見過你打得更差」。馬修斯在1931–32賽季中參加了22場預備隊比賽，並避開社交活動專注於提升自己的技術。在其中一場對陣曼城的比賽中，他嘗試直接突破左後衛，利用靈活的轉身來應對對方的挑戰，而不是遵循當時的普遍做法，即先等待後衛向攻擊者衝來—他的這一新技術「效果很好」。國家媒體已經開始預測這位少年會有光明的未來，雖然他可以選擇英國任何俱樂部，但他在17歲生日那天以職業身份簽約斯托克城。他獲得每週5英鎊（夏季休賽期間為3英鎊）的最高工資，這在他還未上場比賽之前就與資深職業球員相同。儘管如此，他的父親堅持要求馬修斯儲蓄這筆錢，並只花用他所獲得的獎金。
馬修斯於1932年3月19日在吉格里球場對陣貝利的比賽中首次登場；這場比賽「波特人」以1-0獲勝，馬修斯也體會到了對手的粗野和髒打法，以及他們如何逃避懲罰。在獨自進行密集的預備季訓練後，馬瑟在1932–33賽季中選擇馬修斯參加15場比賽，這使他在斯托克城奪得乙組冠軍後獲得了一枚冠軍獎牌，斯托克城以一分之差超越熱刺。在1933年3月4日，他在對陣維爾港的比賽中打入了他的首個成年隊進球，幫助球隊以3-1獲勝，該場比賽在舊娛樂場球場進行。
在1933–34賽季中，他參加了29場甲組比賽，斯托克城最終以第12名的成績保住他們的頂級聯賽地位。馬修斯在1934年還獲得了一枚史塔福德郡高級盃的冠軍獎牌。他在1934–35賽季的表現持續進步，並被英格蘭足球聯賽選中參加與愛爾蘭聯賽代表隊的比賽，該場比賽在橢圓球場進行，最終英格蘭隊以6-1獲勝。隨後，他代表英格蘭國家隊首次出場，並在對陣蘇格蘭聯賽選手隊的比賽中再次出場。斯托克城在本賽季結束時排名第10。
在1935–36賽季中，馬修斯持續進步，他的雙重轉身技巧日益純熟。由於大部分時間未能入選國際賽，他為「波特人」出場45場，幫助斯托克城在鮑勃·麥克格里（Bob McGrory）的帶領下以俱樂部的最佳成績第四名結束賽季。在1936–37賽季中，他參加了42場比賽，包括俱樂部創紀錄的10-3大勝西布朗的比賽，該場比賽在維多利亞球場進行。賽季結束時，他獲得了650英鎊的忠誠獎金，儘管斯托克城董事會最初堅稱他只應獲得500英鎊，因為他在俱樂部的前兩年是以業餘身份參賽——這一態度讓馬修斯感到不快。
在極其緊湊的1937–38賽季中，斯托克城的排名下滑，馬修斯對於有關他在更衣室受到怨恨的傳聞感到不滿，因為這些傳聞源於他在英格蘭國家隊的成功，因此他在二月份提出轉會請求；不過他的請求遭到拒絕。這一請求隨即成為球會新聞人物，馬修斯因受到斯托克城支持者的關注和施壓而感到困擾，於是決定暫時離開俱樂部，前往黑池放鬆一下。然而在那裡他也未能找到平靜，斯托克城主席阿爾伯特·布斯（Albert Booth）告訴馬修斯，他不會被允許離開俱樂部，隨後有3000名城隊支持者組織了一次會議，表達他們的感受——他們也要求他留下來。受到他們強烈情感的感動，並因為所受到的關注而感到疲憊，馬修斯最終同意留下來。儘管經常為國家隊出場，馬修斯在1938–39賽季中為斯托克城參加了38場比賽，幫助球隊以第七名結束賽季——直到1946年，才會有另一個完整的足球聯賽賽季。

### 戰時生涯
戰爭使馬修斯在24歲到30歲之間失去了他的職業生涯。他選擇加入皇家空軍，並在布萊克浦附近服役，伊沃·鮑威爾（Ivor Powell）是他的非委任軍官。他晉升為下士，雖然他承認自己是軍中最寬容和隨和的非委任軍官之一。在此期間，他為斯托克城參加了69場戰時聯賽和盃賽，並且還為黑池足球會進行了87場客場比賽。此外他還為蘇格蘭的幾支球隊出場，包括艾迪爾人、格里諾克摩頓和格拉斯哥流浪，並獲得了一枚格拉斯哥商人慈善盃（Glasgow Charity Cup）冠軍獎牌，並且還代表了一支非官方的蘇格蘭國家足球隊出場。他還在1945年1月13日對陣米爾沃爾的比賽中代表阿森納出場，以及在1945年11月21日與莫斯科戴拿模的比賽中出場，當時天氣非常濃霧。他還為英格蘭出場29次，儘管這些比賽都是非官方。
這段期間的最後一場比賽是斯托克城與保頓之間的英格蘭足總杯第六圈第二回合，該場比賽以悲劇告終，後來被稱為伯登公園災難——33人喪生，500人受傷。馬修斯向災難基金捐款30英鎊，並在隨後幾天內無法進行訓練。馬修斯的父親於1945年去世。在臨終前他要求兒子答應他兩件事：照顧好他的母親，並贏得一場英格蘭足總杯決賽。

### 戰後重返斯托克城
常規的足球聯賽在1946–47賽季恢復，馬修斯在這個賽季中參加了23場聯賽比賽，並為俱樂部的41個聯賽進球貢獻了30個進球。斯托克城以第四名的成績結束賽季，與俱樂部的最佳成績持平，僅以兩分之差落後於冠軍利物浦足球俱樂部，並在賽季最後一場比賽中輸給了谢菲尔德联。然而在二月馬修斯在膝傷康復後回到球隊時，經理麥格羅里告訴他在對阿森納的比賽中不會首發，媒體報導這是一場衝突。麥格羅里、斯托克城董事會和馬修斯之間的關係一直不佳，儘管有傳言稱其他球員站在馬修斯一邊，但這並不真實。在對布倫特福德足球俱樂部的比賽中被召回，馬修斯在賽後才得知自己只是因為替補受傷的伯特·米切爾（Bert Mitchell）而上場。馬修斯再次提出轉會請求，斯托克董事會最終接受了這一請求。他選擇了布萊克浦作為他的下一個俱樂部，因為他在空軍服役後仍住在該地區；斯托克董事會同意這一轉會，但條件是該交易在賽季結束前保持秘密，以免影響俱樂部的冠軍競爭。然而這一秘密在幾小時內就被揭露，因為一名不知名的人士向媒體透露了消息。

### 黑潭時期（1947-61）

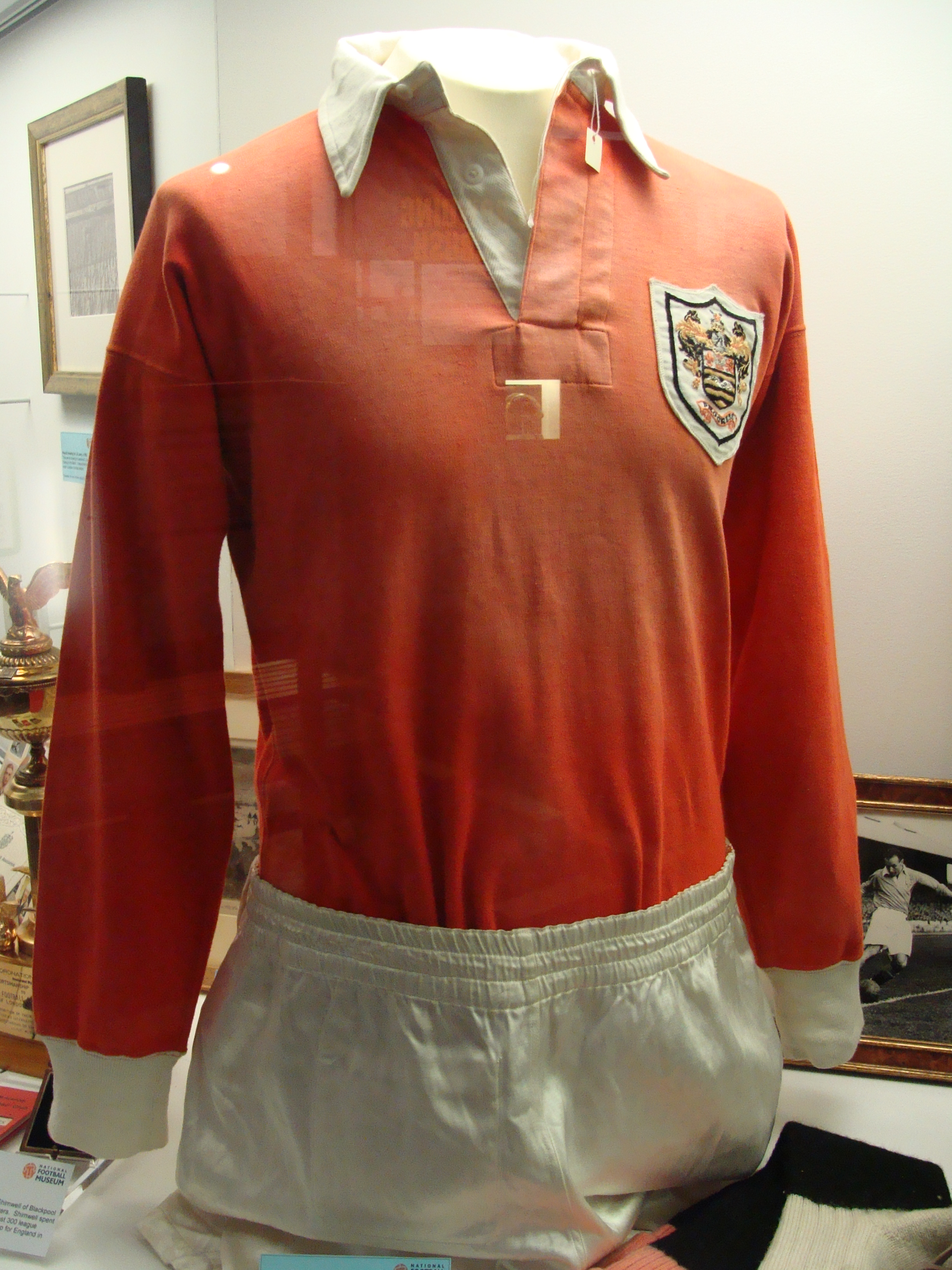
馬修斯在英格蘭足總杯決賽1953年的球衣

1947年5月10日，在格拉斯哥舉行的大不列顛對歐洲聯隊的比賽結束後（比賽結果為大不列顛以6–1獲勝），他在32歲時以11,500英鎊的價格轉會至布萊克浦。這場比賽為四個英國國家足球協會籌集了30,000英鎊，而十一名英國球員每人獲得了14英鎊的報酬，馬修斯對這筆錢的去向表示質疑——他懷疑這筆錢是否真的用於基層足球的資助。
“你已經32歲了，你覺得你能再堅持幾年嗎？”——布萊克浦經理喬·史密斯（Joe Smith）在1947年時的提問。
史密斯對馬修斯說：“這裡沒有束縛……自由發揮……打出你的風格，無論你在球場上做什麼，都要知道你擁有我的全力支持。”他組建了一支由馬修斯、斯坦·莫滕森（Stan Mortensen）、吉米·麥金托什（Jimmy McIntosh）和亞歷克斯·穆尼羅（Alex Munro）組成的強大前鋒線，強調娛樂性的足球風格。球隊最終以第九名結束賽季，並進入了1948年英格蘭足總盃決賽。在1948年4月23日，也就是決賽的前一天，馬修斯獲得了首屆FWA年度最佳球員。儘管在比賽中兩次領先，布萊克浦還是以2–4敗給了馬特·巴斯比的曼聯足球俱樂部，馬修斯為布萊克浦的第二個進球助攻給莫滕森。
馬修斯因傷病的影響在1948–49賽季中僅參加28場比賽，布萊克浦艱難地以第16名結束賽季。他在夏季與兄弟羅尼一起巡演參加一個綜藝表演，但由於在一場慈善賽中扭傷了腳踝，讓他感到困擾。在1949–50賽季中，布萊克浦以第七名結束，儘管他們從未成為冠軍競爭者，但仍有大量觀眾前來觀看他們展示的娛樂性足球。此時他獲得了職業球員所允許的最高工資——每週12英鎊。
在1950–51賽季中，布萊克浦以第三名的佳績結束，馬修斯在聯賽和杯賽中參加了44場比賽。他在該賽季的亮點包括對桑德蘭的2–0勝利、對阿森納的4–4平局，以及對紐卡斯爾聯的4–2失利。他們還進入了1951年英格蘭足總盃決賽，當時被看作是擊敗對手紐卡斯爾的熱門；馬修斯最終獲得第二枚亞軍獎牌，因為傑基·米爾本（Jackie Milburn）打進了兩球。
在11月扭傷了腳踝後，馬修斯缺席了大部分1951–52賽季，不得不花大部分時間在他和妻子經營的酒店工作。在此期間他開始近素食的飲食。此時新任斯托克城經理法蘭克·泰勒（Frank Taylor）詢問是否可以將馬修斯帶回俱樂部；所有各方原則上同意這個想法，但喬·史密斯堅持讓他留隊，他用鼓舞人心的演講承諾馬修斯，告訴他“足總杯冠軍獎牌仍然是可能的”，並告訴他：“很多人認為我瘋了，但即使你37歲，我相信你最好的足球還在前面。”
儘管在賽季中因肌肉受傷缺席約三個月，但1952–53賽季證實了史密斯的話，38歲的馬修斯在一場比賽中獲得了足總杯冠軍獎牌，這場比賽雖然莫滕森上演帽子戲法，卻被稱為“馬修斯決賽”。保頓在比賽中以3–1領先，還剩35分鐘，但馬修斯在“有史以來最偉大的足總杯決賽”中發揮了“他職業生涯中最精彩的比賽”，並激勵球隊以4–3逆轉取勝。他始終將勝利歸功於整個團隊，尤其是莫滕森，並從未接受“馬修斯決賽”這個稱號。
他幫助布萊克浦在1953–54賽季中取得第六名的佳績，儘管在足總杯第五輪中以失利於維爾港而結束衛冕。在1954–55賽季中，馬修斯僅缺席了八場聯賽，儘管記者們每當他表現不佳或缺席比賽時都急於撇清他——“這都是胡說八道”，他回應道。儘管年紀已高，且媒體不斷提及他的年齡，阿森納經理湯·韋迪加曾試圖以豐厚的報酬引誘馬修斯加盟，但未能成功。
隨著史密斯開始建立一支新隊伍，招募了如傑基·穆迪（Jackie Mudie）和占美·岩菲路等人才，布萊克浦在1955–56賽季中以第二名結束，最終落後冠軍曼聯11分。馬修斯認為，他在賽季首場比賽中以3–1戰勝阿森納的表現是他職業生涯中最出色的一場。賽季結束時，馬修斯獲得了首屆歐洲年度足球運動員獎，以47票對44票的微弱優勢擊敗艾法度·迪史提芬奴。
在1956–57賽季中，馬修斯仍然是首發陣容中的關鍵成員，但因傷病影響他僅參加25場聯賽，儘管如此布萊克浦仍然以可圈可點的第四名結束賽季。馬修斯在1956年9月3日以4–1戰勝托特納姆熱刺的比賽中打進了他為布萊克浦的第18個也是最後一個進球。布萊克浦在1957–58賽季中排名第七，隨後喬·史密斯離開了俱樂部。
在1957年，42歲的馬修斯前往加納為加納球會橡树之心進行一些表演賽。1957年5月26日，馬修斯在阿克拉體育場對陣阿散蒂科托科的比賽中首次代表橡树之心出場，現場觀眾達到20,000人。隨後他在對陣塞康第哈萨卡斯和庫馬西角石的兩場比賽中也吸引了類似的觀眾人數。馬修斯的訪問使他被任命為“足球酋長”（soccerhene）。他的訪問也讓加納首任總理克瓦米·恩克鲁玛相信體育能促進加納足球的發展，並推動泛非主義的理念。六年後，加納在1963年的管理下贏得了首個非洲國家盃冠軍。
回到英國後，史密斯的接替者是羅恩·蘇亞特（Ron Suart），他希望馬修斯待在邊路，並未充分重視馬修斯的貢獻。在1958–59賽季中，馬修斯僅參加19場聯賽。在1959–60賽季中，他只出場15次，因為蘇亞特簽下了亞瑟·凱（Arthur Kaye）來取代他。當地小將史蒂夫·希爾（Steve Hill）也競爭外右的位置。在1960–61賽季中，他的出場次數增加，參加了27場聯賽，幫助俱樂部以微弱的優勢避免降級。
在1961年，英國賽季結束期間，馬修斯在東加拿大職業足球聯賽為多倫多城效力，出場14場比賽。他在1965年賽季回到多倫多城，再參加了五場比賽。
在1961–62賽季開始時，馬修斯在出場順序中排在希爾之後，直到希爾受傷後才重新獲得位置，並在對陣切爾西的比賽中以4–0獲勝。他在1961年10月7日以3–0輸給阿森納的比賽中完成了在布萊克浦的第440場也是最後一場出場。對馬修斯來說一個合適的告別，因為他總是喜歡對陣阿森納，並在海布里球场留下了“許多美好的回憶”。
與前隊友兼摯友傑基·穆迪在斯托克城俱樂部合作，托尼·瓦丁頓（Tony Waddington）也希望歡迎馬修斯回到維多利亞球場，他的家鄉俱樂部的回歸成為定局。然而馬修斯對布萊克浦董事會要求支付3,500英鎊的轉會費感到不滿，其中一位董事甚至大膽地告訴他：“你要忘記了。作為一名球員，我們造就了你。”布萊克浦隱瞞馬修斯一直在忍受的膝蓋小傷，最終成功獲得了這筆3,500英鎊的轉會費。

### 重投斯托克城時期（1961-65）
在斯托克，馬修斯首次在28年內參加乙組比賽。儘管斯托克財政緊張，托尼·瓦丁頓仍然給了他一份為期兩年合約，每週工資50英鎊，是他在布萊克浦的工資的兩倍。這次簽約在Sportsview上進行了現場直播，瓦丁頓在馬修斯耳邊低語：“歡迎回家，斯坦。這個俱樂部多年來一直沒有進展。現在我們要開始了。”。
瓦丁頓將馬修斯的回歸首秀推遲到1961年10月24日，當時斯托克在維多利亞球場對陣哈德斯菲爾德，現場觀眾達到35,974人，比之前的主場比賽增加了三倍多，馬修斯在這場3–0的勝利中助攻了其中一個進球。在接下來的1961–62賽季中，他在剩餘的21場比賽中打入3球。
在1962–63賽季中，瓦丁頓簽下了硬漢埃迪·克蘭普（Eddie Clamp）來保護馬修斯，兩人在場外也成為了密友。與老將隊友傑基·穆迪（Jackie Mudie）、吉米·奧尼爾（Jimmy O'Neill）、埃迪·斯圖爾特（Eddie Stuart）、唐·拉特克利夫（Don Ratcliffe）、丹尼斯·维奥勒和吉米·麥克伊羅伊（Jimmy McIlroy）一起，斯托克成為英格蘭足球聯賽中最年長的球隊。馬修斯在賽季最後一場主場比賽中打入了他本賽季的唯一進球，幫助斯托克以2–0擊敗盧頓，這場勝利確保了斯托克升入頂級聯賽。斯托克以乙組聯賽冠軍的身份升級。馬修斯被評選為英格蘭足球作家協會年度最佳球員，是他職業生涯中第二次獲得此榮譽，距離他第一次獲得此獎已經過了15年。
在1963–64賽季中，馬修斯因傷缺席了從一月開始的比賽，因此錯過了1964年英格蘭聯賽盃決賽對陣萊斯特城的失利，整個賽季他僅參加斯托克42場頂級聯賽中的9場比賽。隨著小傷變得越來越麻煩，原本只需一天休息的傷病現在卻需要超過兩週的休息來恢復，馬修斯決定在再打完一個賽季後退休，這將使他的職業生涯延續到50歲。
在1964–65賽季中，他主要為預備隊效力。1965年1月1日，他成為唯一一位在仍然活躍的職業球員身份下被授予騎士頭銜（因對足球的貢獻）的球員。然而他從未認為自己配得上這樣的榮譽。本賽季他唯一的首發出場也是他職業生涯的最後一場英格蘭足球聯賽比賽，這場比賽發生在1965年2月6日，正好在他50歲生日之後，因為彼得·多賓（Peter Dobing）和傑瑞·布里奇伍德（Gerry Bridgwood）都受傷。當天的對手是富勒姆，斯托克以3–1獲勝。儘管他感到自己退休得太早，還可以再踢兩年，但這標誌著他35年職業生涯的結束。
斯托克城為馬修斯安排了一場感謝賽，這對他來說非常重要，因為他在職業生涯的大部分時間裡都受到英格蘭足球界強制實施的最高工資限制，而這一限制在他退休前幾年才被廢除。這場比賽於1965年4月28日在維多利亞球場舉行，賽前的娛樂活動是由兩支老將隊伍進行比賽，這些隊伍中有許多足球界的傳奇人物。
哈利·約翰斯頓率領的一隊包括畢·圖曼、蒂姆·沃德、喬治·哈德維克、吉米·希爾、尼爾·富蘭克林、唐·李維、斯坦·莫滕森、纳特·洛夫特豪斯、吉米·哈根、湯姆·芬尼和弗蘭克·博耶（替補）。瓦利·巴恩斯則率領另一隊，包括吉米·奧尼爾、吉米·斯庫拉、丹尼·布蘭克弗勞、吉米·迪金森、休伊·凱利、比爾·麥加里、傑基·穆迪、傑基·米爾本、喬克·多茲、肯·巴恩斯和亞瑟·羅利（替補）。
在主賽中，兩支傳奇隊伍組成斯坦隊（由足球聯賽球員組成）和國際隊（包括費倫茨·普斯卡什、阿爾弗雷多·迪·斯特法諾、約瑟夫·馬索普斯特和列夫·雅辛）。國際隊以6–4獲勝，馬修斯在比賽結束時被普斯卡什和雅辛高高抬起，肩膀上扛著走下場。

### 英格蘭國際生涯
在代表英格蘭學校足球協會參加比賽後，馬修斯在洛加公園球場接受英格蘭選拔的試訓，並代表足球聯賽出戰，最終在1934年於尼尼安公园球场首次為英格蘭國家足球隊出場。馬修斯在比賽中打入第三球，幫助英格蘭以4–0戰勝威爾士國家足球隊。他的第二場比賽是臭名昭著的高貝利之戰，他為埃里克·布魯克（Eric Brook）助攻，幫助英格蘭以3–2擊敗世界冠軍意大利國家足球隊。比賽變成了一場“血腥屠殺”，成為馬修斯參加過的最暴力的比賽。
他的第三場比賽是在1935年12月4日於白鹿徑球場以3–0戰勝德國國家足球隊，當時拉爾夫·比爾基特（Ralph Birkett）因傷無法參賽；馬修斯在攻防兩端都被對方球員赖因霍尔德·明岑贝格壓制。馬修斯遭到英格蘭球迷的嘲諷，並受到媒體的譴責。
馬修斯等到1937年4月17日才能再次穿上英格蘭隊的球衣，當時他被選中在蘇格蘭的咸普頓公園球場面對149,000名觀眾的老敵人。比賽前，他因緊張而感到身體不適，在任何大賽前都是如此。儘管英格蘭表現不錯，最終還是以1–3敗給蘇格蘭，這其中的“漢普登轟鳴”是個重要因素。在與威爾士的另一場比賽後，馬修斯在與捷克斯洛伐克國家足球隊的5–4勝利中打入了帽子戲法。
在1938年，他為英格蘭隊出戰八場比賽，首場比賽以負於一支有年輕比爾·香克利的蘇格蘭隊。隨後他前往柏林再度對陣明岑贝格在陣的德國隊，在比賽前他親眼目睹人民對元首的虔誠崇拜，當時英格蘭隊的車隊經過他們用餐的咖啡館。這場比賽因英足總在英國政府的指示下，告訴英格蘭隊必須完成納粹敬禮而臭名昭著，作為綏靖政策的一部分。最終英格蘭以6–3獲勝，馬修斯也在這場比賽中進球，這次他成功壓制了穆岑堡。接下來的比賽卻以1–2意外敗給瑞士國家足球隊，隨後又以4–2戰勝法國國家足球隊。在這次夏季歐洲之旅結束後，馬修斯在與威爾士的比賽中以2–4失利，但隨後代表英格蘭參加在海布里球场以3–0戰勝歐洲聯隊的比賽，以及在紐卡斯爾以4–0戰勝挪威國家足球隊，還有在奧脫福球場以7–0戰勝愛爾蘭的比賽。
在1939年4月15日，馬修斯重返泥濘的咸普頓公園，幫助英格蘭以2–1戰勝蘇格蘭，面對142,000名淋著雨的支持者；他在比賽結束前幾秒鐘助攻湯米·勞頓（Tommy Lawton）打入制勝球。那個夏天是英格蘭在希特勒的納粹政權被擊敗之前最後一次在歐洲巡演。首場比賽對手是意大利，儘管貝尼托·墨索里尼的咄咄逼人和五年前的舊怨，意大利人仍然給予英格蘭熱烈的接待。然而，這場比賽中，世界冠軍意大利隊以2–2打平英格蘭，其中一球是明顯的手球；這次馬修斯因為受傷而帶著擦傷的髖骨離場。接下來的比賽中，英格蘭以1–2不敵南斯拉夫國家足球隊，馬修斯和隊長埃迪·哈普古德（Eddie Hapgood）因早期受傷而無法發揮，這也使他無法參加隨後與羅馬尼亞國家足球隊的比賽。
隨著第二次世界大戰的結束，馬修斯在1947年4月12日重新回到英格蘭隊，參加在溫布利球場對陣蘇格蘭的比賽，最終以1–1平局收場。夏季，他參加了英格蘭對瑞士和葡萄牙國家足球隊的巡演。在對瑞士的比賽中意外失利後，英格蘭以10–0大勝葡萄牙，馬修斯在比賽中打入第十球。九月，他在英格蘭對比利時國家足球隊的比賽中表現出色，助攻了所有五個進球，幫助英格蘭以5–2獲勝。
在1948年4月，馬修斯再次隨英格蘭隊前往咸普頓公園，幫助國家以2–0獲勝。然而在比賽結束後，他因為在開支報告中聲稱花費六便士購買茶和鬆餅而成為英足總調查的對象。儘管受到英足總的這種對待，隨後他在下個月幫助英格蘭在都靈以4–0戰勝意大利。傳說他在擊敗阿爾貝托·埃利亞尼（Alberto Eliani）後，竟然大膽地從短褲口袋裡拿出一把梳子梳理頭髮；實際上他只是用手擦拭在炎熱的意大利陽光下流出的汗水。這個傳說在他後來的生活中伴隨著他，觀眾們堅信自己目睹這一幕。在年內，他還參加與丹麥國家足球隊的平局、以6–2大勝北愛爾蘭國家足球隊、以1–0戰勝威爾士國家足球隊，以及以6–0戰勝瑞士的比賽。
隨著領隊沃爾特·溫特博頓（Walter Winterbottom）開始尋找更具防守性的邊鋒，馬修斯在1949年僅出場一次——在英國本土四角錦標賽中以1–3不敵蘇格蘭。只有在加拿大巡迴賽表現出色後，他才被臨時召入1950年國際足協世界盃的英格蘭隊名單。他並未參加對智利國家足球隊的勝利或對美國國家足球隊臭名昭著的失利，但在與西班牙國家足球隊的比賽中上場，最終以0–1落敗。由於英足總並未認真對待這次比賽，準備工作並不理想，酒店的食物“難以下嚥”，且沒有訓練設施。
在隨後的兩場比賽中，馬修斯參加與歐洲聯隊的4–4平局和以3–1戰勝北愛爾蘭的比賽，然後因在1953年英格蘭足總盃決賽中的出色表現重返國際舞台。他被選中參加1953年11月25日對陣匈牙利的比賽，這場比賽以6–3落敗，被稱為“世紀之戰”。雖然他對匈牙利隊，特別是費倫茨·普斯卡什抱有極大的敬意，但他仍指責英足總和選拔委員會導致了這次慘敗。
在1954年5月的比賽中，他並未參加英格蘭以1–7不敵匈牙利的比賽。他入選了1954年在瑞士舉行的世界盃名單。馬修斯幫助英格蘭與比利時國家足球隊打成4–4平局，但在隨後對瑞士的勝利中沒有上陣，之後他重返首發陣容，英格蘭在聖雅各布球場以2–4不敵烏拉圭國家足球隊，這場比賽中門將吉尔·梅里克的失誤使英格蘭隊出局。
當年他的第三場比賽是在英國本土錦標賽中以2–0戰勝北愛爾蘭，但在場上他與唐·李維的配合並不默契。隨後馬修斯在以2–0戰勝威爾士的比賽中表現出色，並幫助英格蘭以3–1戰勝世界冠軍西德，儘管在比賽中只有三名德國球員曾參加過1954年國際足協世界盃決賽。
1955年4月，英格蘭以7–2戰勝蘇格蘭，這場比賽中，馬修斯與唐·李維的配合更加默契，40歲的馬修斯因這場比賽的出色表現而受到廣泛讚譽。在這場比賽中，鄧肯·愛德華茲首次代表英格蘭出場，而當馬修斯首次出場時，愛德華茲甚至還未出生。
隨後馬修斯參加1955年英格蘭隊在歐洲的失敗之旅，選拔委員會的隨意選擇導致英格蘭以0–1不敵法國、1–1平西班牙以及以1–3敗給葡萄牙。他在對丹麥的比賽中被排除在外，但在10月回到隊伍，參加了與威爾士的1–1平局。
在1956年獲得首屆金球獎後，馬修斯於同年5月被重新召回英格蘭隊，參加在擁擠的溫布利球場與巴西國家足球隊的友誼賽，是兩隊的首次交手。英格蘭以4–2獲勝，儘管巴西隊在1958年後來成為世界冠軍。隨後他拒絕參加當年夏天的歐洲之旅，因為他已經承諾在南非進行第二次夏季教學。在1956年10月6日與北愛爾蘭的比賽中，年滿41歲的馬修斯成為英格蘭歷史上最年長的進球者。
馬修斯參加了英格蘭在1958年國際足協世界盃的四場資格賽中的三場，這包括以5–1戰勝愛爾蘭共和國國家足球隊、5–2和4–1擊敗丹麥。在1957年5月15日，馬修斯成為了英格蘭歷史上最年長的球員，當時他42歲104天，參加了在哥本哈根對丹麥的比賽。儘管媒體呼籲他被納入1958年世界杯的名單，但選拔委員會並未屈從於這一壓力。在經歷了23年的國家隊生涯後，沒有人能夠享有如此長的英格蘭隊生涯。
他在1958年7月17日向《泰晤士報》發表反對國際體育中“種族隔離政策”的信件的多位簽署者之一，並捍衛“奧林匹克運動會宣言中體現的種族平等原則”。

## 风格
作為一名外側右翼球員，在1937–38賽季之前，馬修斯在四個賽季中打進了43個進球。隨著對手後衛對他的盯防越來越嚴密，他決定向後退，接球並專注於傳球，而不是自己進攻。雖然他之後再也沒有在一個賽季中進球超過六個，但這使他成為了一名更有效的隊友，對對手構成了更大的威脅。
他的女兒珍·高夫（Jean Gough）提到，馬修斯在走向球場時會在鞋子裡放鉛，以便「當他穿上足球鞋時，感覺就像芭蕾舞鞋一樣輕」。他訓練出的體能達到了少數球員能及的水平，到了1950年代中期，他能夠減少強度訓練，因為他的體能已經根植於他的身體中。
馬修斯從不吸煙，並非常注意自己所攝取的每一種食物和飲品。他從小到老保持著嚴格的日常訓練計劃。在一次與英足總的訪談中，他表示：「我得到了很好的建議，開始多吃沙拉和水果，每個星期一我不吃任何食物。只是每週一這一天，但我感覺更好。」他唯一一次明知故犯地喝酒是在1953年慶祝奪得英格蘭足總杯冠軍而喝香檳。
除了對飲食和體能的細心關注，馬修斯對於自己的裝備也十分講究。在1950–51賽季時，他與合作社集團簽訂了鞋子贊助協議，但他卻開始穿著在世界杯上發現的一雙輕便鞋——當時這雙鞋在英國並未上市。他一直穿著這雙定制的鞋子直到退役，儘管這雙鞋非常脆弱，每個賽季都需要更換無數雙。
作為一位熱衷於足球的學生，馬修斯在1950年國際足協世界盃中，英格蘭隊被淘汰後，他仍然留在現場觀看巴西和烏拉圭等隊伍的比賽——當時英足總、教練和媒體都已經回國，正如馬修斯所說的那樣，他們「把頭埋在沙子裡」。
在自傳中，馬修斯經常批評英足總的「夾克隊」，指責他們「保守」，並強調許多人是舊伊頓人；在他看來，他們對球員和支持者的待遇不佳，對不受其控制的比賽（如世界杯和歐洲國內賽事）表現出傲慢，並對創新持過度懷疑的態度（例如，英足總直到1952年才批准使用燈光，儘管早在1878年就已經開始實驗人造照明，並且多年來堅持使用過時的裝備，如重型「加固」足球鞋）。談到英足總在1953年足總杯決賽中的100,000張票僅分配12,000張給黑池支持者時，馬修斯寫道：「我無法決定他們是愚蠢還是根本不在乎那些是真正支持球隊的球迷。」
在整個職業生涯中，馬修斯從未被出示黃牌或紅牌。他的隊友占美·岩菲路指出，馬修斯從不會對對手的激烈挑戰進行報復，這些挑戰常常是為了將他擺脫比賽。
事實上，馬修斯在比賽中經歷了所有足球運動員都會面臨的情感挑戰，但他始終保持冷靜，從不失去理智，也不讓情緒影響自己的表現。這種運動精神和專業態度使他成為了足球界的傳奇人物。

## 教練生涯
馬修斯於1965年7月被任命為斯托克城的競爭對手維爾港的總經理，與好友傑基·穆迪（Jackie Mudie）一同合作；馬修斯並未獲得薪酬，但有報銷費用。兩人計劃培養有潛力的少年球員，並定期出售一兩名球員，以改善俱樂部的財務狀況，同時在聯賽中逐步提升；在自傳中，他提到達里奧·格拉迪（Dario Gradi）在克魯所取得的成就正是他對維爾港的期望。
馬修斯專注於在英國東北部和蘇格蘭中部尋找人才，發現了有潛力的前鋒米克·卡勒頓（Mick Cullerton），但卻忽略了當時的青少年球員雷·肯尼迪（Ray Kennedy）。
在傑基·穆迪於1967年5月辭職後，馬修斯獲得了完全的管理權限，但未能帶領俱樂部取得成功。相反維爾港在1968年2月和3月因財務不規範而被罰款£4,000，並被逐出足球聯賽。馬修斯不得不利用自己的名聲向其他足球聯賽俱樂部請求維爾港重返聯賽，最終獲得批准。他於1968年5月辭去經理職務，儘管仍欠有£9,000的薪水和報銷費用，但他同意留在維爾公園（Vale Park）繼續與青年隊合作。
在1970年12月達成的“最終和解”中，馬修斯獲得£3,300，其餘的£7,000則被取消。球員羅伊·斯普羅森（Roy Sproson）後來表示：“他（馬修斯）信任了一些不應該信任的人，結果被人利用。我確信很多人都是在白吃他的，而俱樂部卻在不斷下滑。”這段經歷讓馬修斯感到“心情不悅”，並使他下定決心不再嘗試在英國足球界擔任管理職位。
馬修斯在1953年至1978年間，每年夏天都放棄休假，前往南非、尼日利亞、迦納、烏干達和坦尚尼亞，為貧困兒童提供足球訓練。在1975年，馬修斯在南非無視種族隔離政策，組建了一支名為“Stan's Men”的黑人學校隊伍，位於索韋托。
隊員們告訴他，他們的夢想是能夠去巴西踢球，因此馬修斯組織了一次前往巴西的旅行；他們成為第一支走出南非的黑人足球隊。雖然馬修斯自己並沒有資金來資助這次旅行，但他利用自己的關係（除了1968年拯救維爾港的那次之外，這是他唯一一次使用關係）來安排可口可樂和《約翰內斯堡星期日泰晤士報》（Johannesburg Sunday Times）的贊助。
南非當局不想引發國際事件，因此沒有阻止“Stan's Men”登機前往里約熱內盧，在那裡他們將會見傳奇球員薛高。在回程中，隊長吉爾伯特·莫伊洛（Gilbert Moiloa）稱馬修斯為“黑臉白人”。在2017年的紀錄片《馬修斯》中，拍攝團隊前往索韋托，訪問“Stan's Men”，回憶與馬修斯的往事。
馬修斯在1985年以70歲的高齡，為英格蘭老將隊（England Veterans XI）參加了他職業生涯的最後一場比賽，對手是巴西老將隊（Brazil Veterans XI）。最終英格蘭隊以1比6不敵巴西隊，對方球星包括阿馬里爾多、托斯唐和渣仙奴。在比賽中，他受傷了膝蓋的軟骨，並在自傳中寫道：“一個充滿希望的職業生涯悲劇性地被終止。”

## 退休與去世

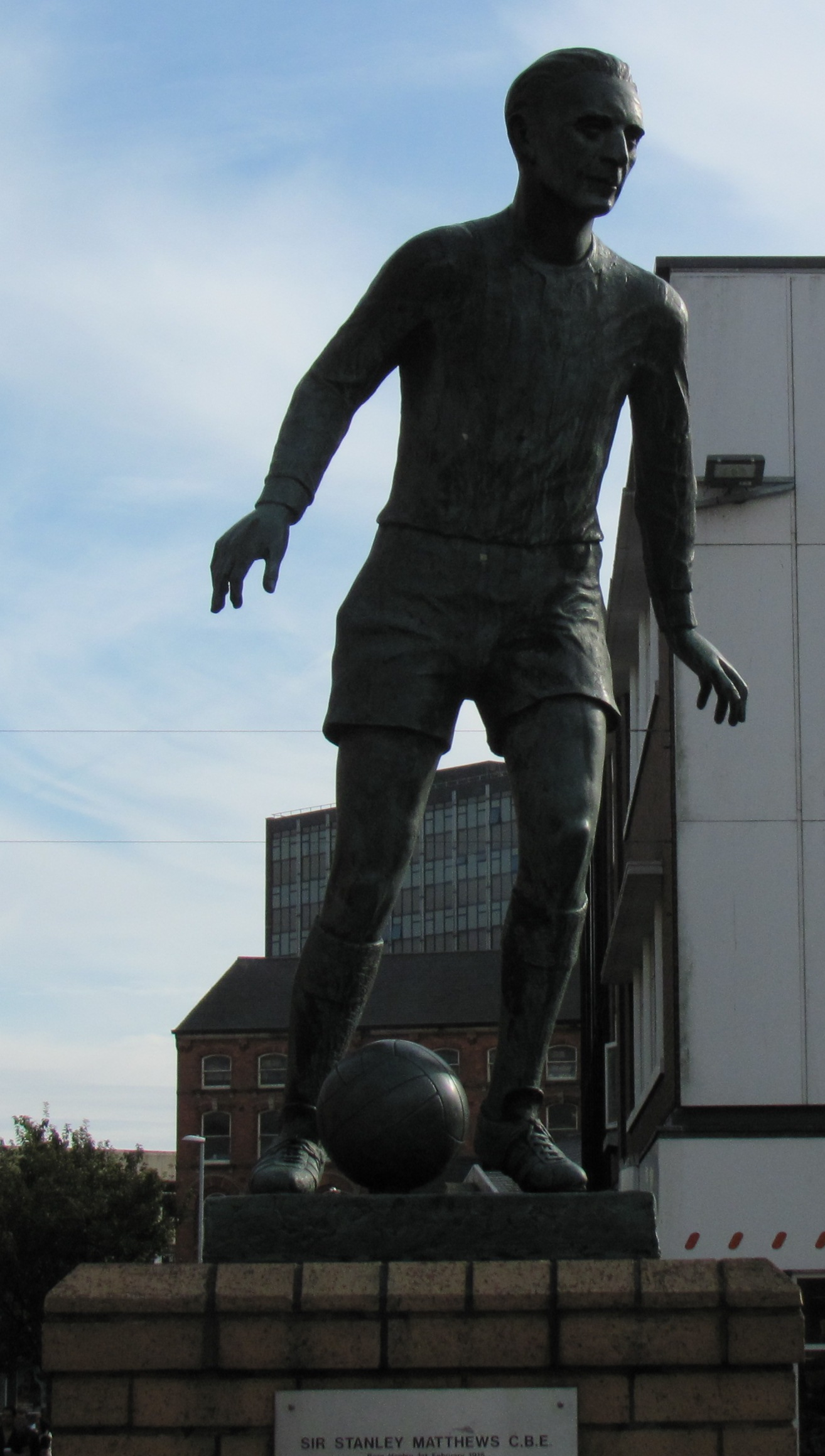
馬修斯的雕像位於漢利（斯塔福德郡）市中心

在澳大利亞、美國、加拿大和非洲進行教學後，馬修斯於1989年與妻子米拉回到特倫特河畔斯托克。他們搬到彭克赫爾（Penkhull），這裡曾是奧利弗·洛奇爵士（Sir Oliver Lodge）的出生地。此外他還擔任了斯托克城足球俱樂部的會長和布萊克浦足球俱樂部的名譽副會長。
馬修斯在七十和八十歲時仍保持著良好的身體狀態。他每天早晨跑步，從未吸煙，並且多年來一直是素食者，每週禁食一天。1997年5月，他遭遇了一次心臟病發作。他於2000年2月23日在紐卡斯爾安德萊姆的北斯塔福德郡納菲爾德醫院去世，享年85歲，死因是他在特內里費的度假屋摔倒後的併發症。他的妻子米拉在前一年去世。
馬修斯的去世在英格蘭與阿根廷的友誼賽開始前不久透過廣播宣布。他於2000年3月3日在斯托克舉行的葬禮後被火化。葬禮上有許多足球界的同仁參加，包括鮑比·查爾頓、傑克·查爾頓、戈登·班克斯、尼特·羅富侯斯和湯姆·芬尼。他的骨灰被安葬在斯托克城的不列顛尼亞球場的中圈下，該體育場於1997年8月正式啟用。在他去世後，超過10萬人沿著特倫特河畔斯托克的街道向他致敬。
在馬修斯去世後，許多足球界的傳奇人物向他致敬，他的自傳結尾收錄了幾段名言。贝利表示他是「教會我們足球應該如何踢的人」，而則補充道：「他是真正的紳士，我們再也無法見到像他這樣的人了。」前英格蘭門將戈登·班克斯說：「我認為自他以來，沒有人能與足球在英國的名聲如此緊密相連。」而贏得世界杯的德國後衛贝尔蒂·福格茨評論道：「他的名字不僅在英國有名，世界各地都把他視為真正的足球天才。」

## 外間評價
弗朗茨·貝肯鮑爾：「幾乎沒有人能阻止他」。
约翰·查尔斯：「他是我見過的最佳傳中球員——他還必須應對舊式的重球」。
尊尼·基路士：「他擁有一切——良好的控球能力、出色的過人技巧。他的速度驚人。他也是一位聰明的球員，知道如何傳球。」。
比利：他教我們應如何踢足球。

## 個人生活
馬修斯於1935年8月19日在蘇格蘭伊格爾沙姆（Eaglesham）與貝蒂·瓦蘭斯結婚，貝蒂是斯托克城教練吉米的女兒，兩人在1930年馬修斯15歲生日那天首次相遇，當時他在維多利亞體育場擔任辦公室助理。這對夫妻育有兩名子女：珍（1939年1月1日出生）和斯坦利·小馬修斯（1945年11月20日出生）。斯坦利·小馬修斯在約翰·巴雷特（John Barrett）的指導下成為了一名網球選手。他於1962年獲得溫布頓少年組冠軍，成為自2023年亨利·瑟尔（Henry Searle）以來最後一位獲此殊榮的英國選手。然而，他未能將這一成功轉化為職業生涯，最終移居美國，經營位於康乃狄克州威爾頓的四季網球俱樂部。珍與她在網球俱樂部認識的羅伯特·高夫結婚。1965年，珍生下了馬修斯的孫子馬修·高夫，隨後又有兩名女兒——薩曼莎和阿曼達。高夫在1999年讓馬修斯成為曾祖父，當時他和妻子生下了一名兒子卡梅倫。馬修斯還有六名其他的曾孫。
1967年，在與維爾港的捷克斯洛伐克之行中，馬修斯遇到了44歲的米拉，該團隊的翻譯。當時馬修斯仍與貝蒂結婚，但他堅信自己找到真愛，因此與貝蒂離婚。他與米拉之後的幾年裡，曾在馬耳他（特別是马尔萨什洛克）、南非和安大略省的伯靈頓居住。他們還因馬修斯的教練工作和客串演出而廣泛旅行。在米拉於1999年5月5日去世，享年76歲後，據幫助馬修斯撰寫自傳的萊斯·斯科特（ Les Scott）所述，馬修斯「再也不是同一個人」。
“意志堅定、思想獨立、幽默、慷慨，儘管他名聲顯赫，但依然平易近人，就像那些曾經在看台上希望看到他閃耀金光的普通人。” — 萊斯·斯科特（ Les Scott）在自傳的結尾描述馬修斯的個性。

## 職業生涯統計

### 俱樂部
| 俱樂部          | 賽季     | 聯賽                    | 聯賽     | 聯賽   | 足總盃   | 足總盃 | 總計     | 總計   |
| 俱樂部          | 賽季     | 級別                    | 出場次數 | 進球數 | 出場次數 | 進球數 | 出場次數 | 進球數 |
| --------------- | -------- | ----------------------- | -------- | ------ | -------- | ------ | -------- | ------ |
| 斯托克城        | 1931–32  | 乙組聯賽                | 2        | 0      | 0        | 0      | 2        | 0      |
| 斯托克城        | 1932–33  | 乙組聯賽                | 15       | 1      | 0        | 0      | 15       | 1      |
| 斯托克城        | 1933–34  | 甲組聯賽                | 29       | 11     | 4        | 4      | 33       | 15     |
| 斯托克城        | 1934–35  | 甲組聯賽                | 36       | 10     | 1        | 1      | 37       | 11     |
| 斯托克城        | 1935–36  | 甲組聯賽                | 40       | 10     | 5        | 0      | 45       | 10     |
| 斯托克城        | 1936–37  | 甲組聯賽                | 40       | 7      | 2        | 0      | 42       | 7      |
| 斯托克城        | 1937–38  | 甲組聯賽                | 38       | 6      | 3        | 0      | 41       | 6      |
| 斯托克城        | 1938–39  | 甲組聯賽                | 36       | 2      | 2        | 0      | 38       | 2      |
| 斯托克城        | 1939–40  | 甲組聯賽                | 3        | 0      | —        | —      | 3        | 0      |
| 斯托克城        | 1945–46  | 足球聯盟北部            | —        | —      | 8        | 0      | 8        | 0      |
| 斯托克城        | 1946–47  | 甲組聯賽                | 23       | 4      | 5        | 1      | 28       | 5      |
| 斯托克城        | 總數     | 總數                    | 259      | 51     | 30       | 6      | 289      | 57     |
| 黑池            | 1947–48  | 甲組聯賽                | 33       | 1      | 6        | 0      | 39       | 1      |
| 黑池            | 1948–49  | 甲組聯賽                | 25       | 3      | 3        | 0      | 28       | 3      |
| 黑池            | 1949–50  | 甲組聯賽                | 31       | 0      | 3        | 0      | 34       | 0      |
| 黑池            | 1950–51  | 甲組聯賽                | 36       | 0      | 8        | 0      | 44       | 0      |
| 黑池            | 1951–52  | 甲組聯賽                | 18       | 1      | 1        | 0      | 19       | 1      |
| 黑池            | 1952–53  | 甲組聯賽                | 20       | 4      | 7        | 1      | 27       | 5      |
| 黑池            | 1953–54  | 甲組聯賽                | 30       | 2      | 7        | 0      | 37       | 2      |
| 黑池            | 1954–55  | 甲組聯賽                | 34       | 1      | 1        | 0      | 35       | 1      |
| 黑池            | 1955–56  | 甲組聯賽                | 36       | 3      | 1        | 0      | 37       | 3      |
| 黑池            | 1956–57  | 甲組聯賽                | 25       | 2      | 4        | 0      | 29       | 2      |
| 黑池            | 1957–58  | 甲組聯賽                | 28       | 0      | 1        | 0      | 29       | 0      |
| 黑池            | 1958–59  | 甲組聯賽                | 19       | 0      | 6        | 0      | 25       | 0      |
| 黑池            | 1959–60  | 甲組聯賽                | 15       | 0      | 0        | 0      | 15       | 0      |
| 黑池            | 1960–61  | 甲組聯賽                | 27       | 0      | 1        | 0      | 28       | 0      |
| 黑池            | 1961–62  | 甲組聯賽                | 2        | 0      | —        | —      | 2        | 0      |
| 黑池            | 總數     | 總數                    | 379      | 17     | 49       | 1      | 428      | 18     |
| 史篤城          | 1961–62  | 乙組聯賽                | 18       | 2      | 3        | 1      | 21       | 3      |
| 史篤城          | 1962–63  | 乙組聯賽                | 31       | 1      | 0        | 0      | 31       | 1      |
| 史篤城          | 1963–64  | 甲組聯賽                | 9        | 0      | 4        | 1      | 13       | 1      |
| 史篤城          | 1964–65  | 甲組聯賽                | 1        | 0      | 0        | 0      | 1        | 0      |
| 史篤城          | 總數     | 總數                    | 59       | 3      | 7        | 2      | 66       | 5      |
| 多倫多城 (外借) | 1961     | 加拿大東部 職業足球聯賽 | 14       | 0      | —        | —      | 14       | 0      |
| 多倫多城 (外借) | 1965     | 加拿大東部 職業足球聯賽 | 6        | 0      | —        | —      | 6        | 0      |
| 多倫多城 (外借) | 總數     | 總數                    | 20       | 0      | 0        | 0      | 20       | 0      |
| 生涯總數        | 生涯總數 | 生涯總數                | 717      | 71     | 86       | 9      | 803      | 80     |

1. ↑  這三場比賽是在因第二次世界大戰爆發而暫停所有足球競技之前進行，因此不計入總數。

## 荣誉

### 俱乐部
布莱克浦
- 足总杯冠军 (1): 1953
- 足总杯亚军(2): 1948, 1951
- 英格兰足球甲级联赛亚军(1): 1955–56

斯托克城
- 英格兰足球乙级联赛 (2): 1932–33, 1962–63

### 个人
- 英格蘭FWA足球先生: 1948, 1963
- 歐洲足球先生: 1956
- 皮埃尔·德·顾拜旦世界獎: 1986[176]
- 職業足球員協會優異獎: 1987
- 国际足联荣誉奖: 1992[177]
- FWA貢獻獎: 1995[178]
- 安大略省運動名人堂：1995（榮譽會員）[179]
- 英格蘭足球聯賽百名傳奇球員: 1998
- 英格蘭足球名人堂: 2002
- PFA世紀最佳隊伍 (1907–1976): 2007[180]
- IFFHS傳奇球員[181]
- 國際足球歷史和統計聯合會[182]
- 國際足球歷史和統計聯合會: #2[183]
- 國際足球歷史和統計聯合會: #8
- 國際足球歷史和統計聯合會: #11